# Каськів Михайло Володимирович
Михайло Володимирович Каськів (нар. 15 липня 1950, с. Колиндяни, Україна) — український педагог, почесний громадянин Чорткова.

## Життєпис
Михайло Каськів народився 15 липня 1950 року у селі Колиндяни Чортківського району Тернопільської області України.
Закінчив Колиндянську середню школу (1967). Працював директором Чортківської гімназії імені Маркіяна Шашкевича (1986—2016). За його керівництва навчальний заклад зайняв 44 позицію за рейтингом «100 кращих шкіл України».

### Політична діяльність
З 2010 року був депутатом Чортківської районної ради шостого скликання від партії «Наша Україна».

## Нагороди
- Відмінник освіти України[5]
- «Почесний громадянин міста Чорткова» (2016)[6][7]
- Почесна грамота Верховної Ради України (22 серпня 2018) — за особливі Заслуги перед Українським народом[8]